# جورج بيكر (ملحن)
جورج بيكر (بالألمانية: George Becker)‏ هو ملحن ألماني، ولد في 24 يونيو 1834، وتوفي في 18 يوليو 1928.

## وصلات خارجية
- جورج بيكر على موقع ميوزك برينز (الإنجليزية)